# 斯拉夫扬卡港
斯拉夫扬卡港（俄语：Порт Славянка），俄罗斯联邦滨海边疆区斯拉夫扬卡的一个中型港口，毗邻日本海阿穆爾灣。

## 地理位置
斯拉夫扬卡港是“滨海2号”国际运输走廊的重要环节。